# Complejo arqueológico Wari
El complejo arqueológico Wari  fue una ciudad prehispánica capital del Estado panandino Wari (600-1100 d. C.).  Ubicado 22 km al noreste de la actual ciudad de Ayacucho y entre 2900 y 2600 m s. n. m. Con un área aproximada de 1500 hectáreas, es uno de los centros urbanos más grandes del Antiguo Perú. Se ubica en una planicie en pendiente entre las quebradas Pacaycasa y Taranayco, y presenta altas murallas que en algunos casos alcanzan los 7 metros de altura. La ciudad consta de plazas, calles, plataformas y acueductos. Es en el núcleo urbano central, de unas 400 hectáreas, en donde se encuentran las principales edificaciones. Cronológicamente se relaciona con el Horizonte Medio y las primeras referencias se pueden rastrear en algunas crónicas como en la de Pedro Cieza de León, que data de 1553.
Consta de diferentes sectores denominados barrios. Las construcciones están hechas a base de piedra y barro revestidas de un enlucido fino, mayormente pintadas con rojo y blanco. Destacan varias estructuras entre ellas: Vegachayoc Moqo, Templo Mayor, Mongachayoc (galería subterránea para ser usadas como lugar de enterramientos colectivos), Cheqo Wasi (también usado como estructura funeraria), Turquesayoc (posible barrio de artesanos joyeros), entre otros.
Este complejo cuenta con un museo de sitio que expone el material arqueológico proveniente de las excavaciones en el lugar (vasijas de cerámica, arcilla, fragmentos óseos, líticos, entre otros) y lo complementa con fotografías y dioramas.

## Estudios arqueológicos
El primero en describir las ruinas de la ciudad de Wari fue el soldado-cronista Pedro Cieza de León (1553), denominándolas "Vinaque" (nombre del río principal que pasaba por la zona), y ubicándola cerca de la ciudad de Huamanga; señala además la diferencia entre sus construcciones y las de los Incas, recogiendo historias populares sobre sus posibles constructores.

El mayor río de ellos tiene por nombre Vinaque, adonde están unos grandes y muy antiquísimos edificios, que cierto, según están gastados y ruinados, debe de haber pasado por ellos muchas edades. Preguntando a los indios comarcanos quién hizo aquella antigualla, responden que otras gentes barbadas y blancas como nosotros, los cuales, muchos tiempos antes que los incas reinasen, dicen que vinieron a estas partes e hicieron allí su morada. Y de esto y de otros edificios antiguos que hay en este reino me parece que no son la traza de ellos como los que los incas hicieron o mandaron hacer. Porque este edificio era cuadrado y los de los incas largos y angostos. Y también hay fama que se hallaron ciertas letras en una losa de este edificio; lo cual ni lo afirmo ni dejo de tener para mí que en los tiempos pasados hubiese llegado aquí alguna gente de tal juicio y razón que hiciese estas cosas y otras que no vemos.
Pedro Cieza de León: Parte primera de la Crónica del Perú, cap. LXXXVII. Sevilla, 1553.

Ya en época contemporánea, el arqueólogo Julio C. Tello estudió el sitio arqueológico, denominando como Kollawa al estilo de cerámica allí presente (1942). Por su parte, Rafael Larco Hoyle fue quien empezó a usar la denominación de Huari o Wari, al proponer que el complejo arquitectónico fue el punto de partida de esa cultura (1948). También estudiaron el sitio John Rowe, Donald Collier y Gordon Willey (1950); y Wendell Bennett (1953). Luego es de destacar los estudios de Luis Lumbreras en los años 1960 y 1970. Otros estudios fueron hechos por William H. Isbell (1984, 1997, 2001); William H. Isbell y Gordon F. McEwan (1991); William H. Isbell, Christine Brewster-Wrary y Linda E. Spickard (1991); y Enrique González Carré (1992, 1999).

## Origen y desarrollo
El surgimiento de la ciudad de Wari es la expresión más compleja del urbanismo andino. Esta ciudad es el único ejemplo de una gran urbe laica prehispánica, lo que la convierte en la primera ciudad de los andes; teniendo en cuenta que Tiwanaku fue una ciudad sagrada construida en torno a un culto religioso, al igual que las posteriores ciudades del Cusco y Chan Chan. En este sentido, la emergencia de la ciudad de Wari es singular y la información sobre ésta todavía resulta insuficiente a falta de mayores excavaciones sistemáticas, puesto que gran parte de la ciudad permanece sepultada.
Sobre el surgimiento de la ciudad de Wari, Luis Lumbreras plantea que a finales del Intermedio Temprano un grupo de pobladores warpas se afincaron en la zona formando pequeñas aldeas. Según las investigaciones de Isbell, estas aldeas se agruparon en el lado suroeste de la ciudad. Las estimaciones sobre la antigüedad y la población de estas aldeas son todavía materia de estudio, pero todo indica que los primeros pobladores fueron agricultores que fueron cambiando sus hábitos hasta convertir su labor principal en la producción manufacturera (como antecedente, los huarpas o warpas tuvieron un estilo arquitectónico en el que predominaban las viviendas circulares como en el caso de Ñahuinpuquio; con pisos y muros pintados, además de edificaciones rectangulares).
Al ser Wari una manifestación urbana prístina, fue atravesando procesos evolutivos que fueron desde un periodo aldeano hacia el periodo urbano, en la cual pasó por modificaciones y restauraciones dirigidas por el estado, formando una ciudad dividida sistemáticamente; así lo demuestran los estudios en los cuales se ven constantes cambios en la estructura, reordenamientos del espacio, ampliación e incluso eliminación de algunas estructuras. Esta constante en la ciudad de Huari no se aprecia en otros centros de ésta civilización como Jincamoqo, Azángaro o Pikillaqta, que fueron construidas para unas actividades específicas y definidas por el estado.
La mayor parte de los edificios estaba cubierta de yeso blanco, con lo cual la ciudad resplandecía al sol de las montañas.
Inicialmente la ciudad debió reducirse a un centro administrativo con funciones políticas y religiosas. A medida que su población fue creciendo (algunos arqueólogos creen que llegó a tener unos 70 000 habitantes),[cita requerida] también creció en importancia como ciudad sede del poder político.
Según la evidencia arqueológica, la cultura wari declinó en importancia hacia el 1000 d. C., desconociéndose a ciencia cierta cómo y por qué fue finalmente abandonada.
Ante la baja productividad de la tierra se realizaron importantes obras de canalización y drenaje y sobre todo se crearon terrazas agrícolas que ampliaron notablemente la superficie cultivable. Estos andenes, construidos en las laderas de los cerros, suelen ubicarse cerca de los complejos urbanos, principales y secundarios, ya que satisfacían las necesidades de consumo de estos.

## Museo de Sitio
El complejo cuenta con un museo de sitio de colección arqueológica. El museo exhibe bienes culturales procedentes de las excavaciones arqueológicas en la zona arqueológica monumental wari: cerámicas, líticos, textiles, monolitos, entre otros; así como textos explicativos sobre la cultura Wari, un plano y fotografías de los sectores que lo integran. Es administrado por la Dirección Regional de Cultura Ayacucho. Pertenece al Sistema Nacional de Museos del Estado. Su horario es de martes a domingo de 9:00 a. m. a 5:00 p. m.

## Sectores de la ciudad

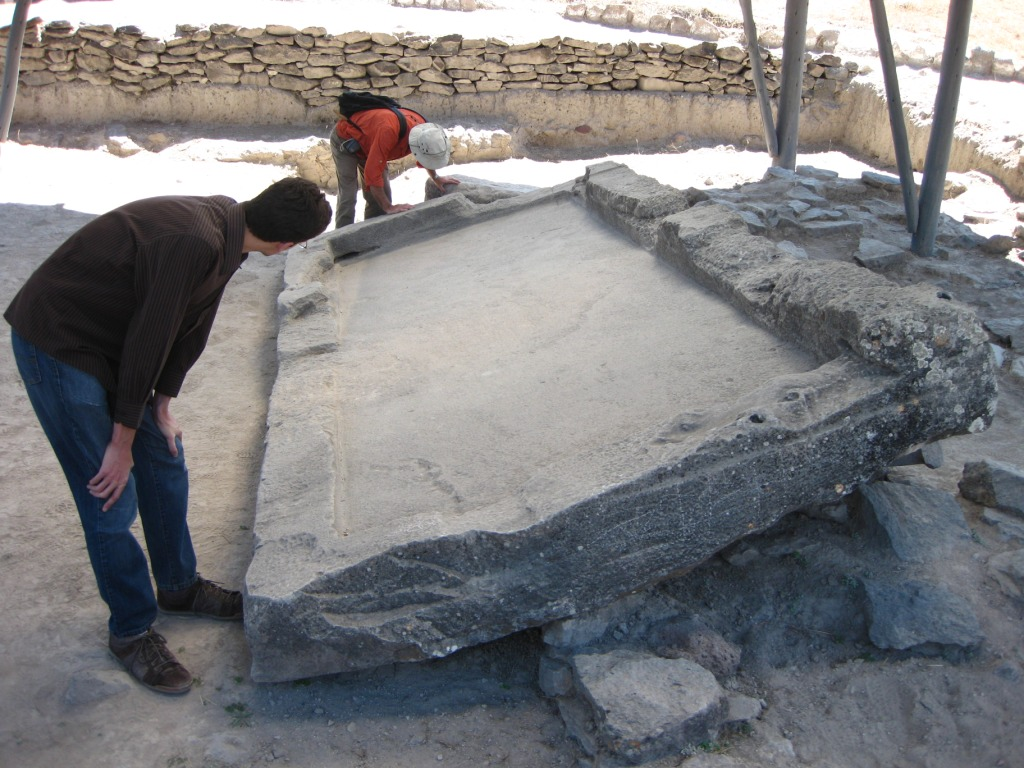
Piedra wari.

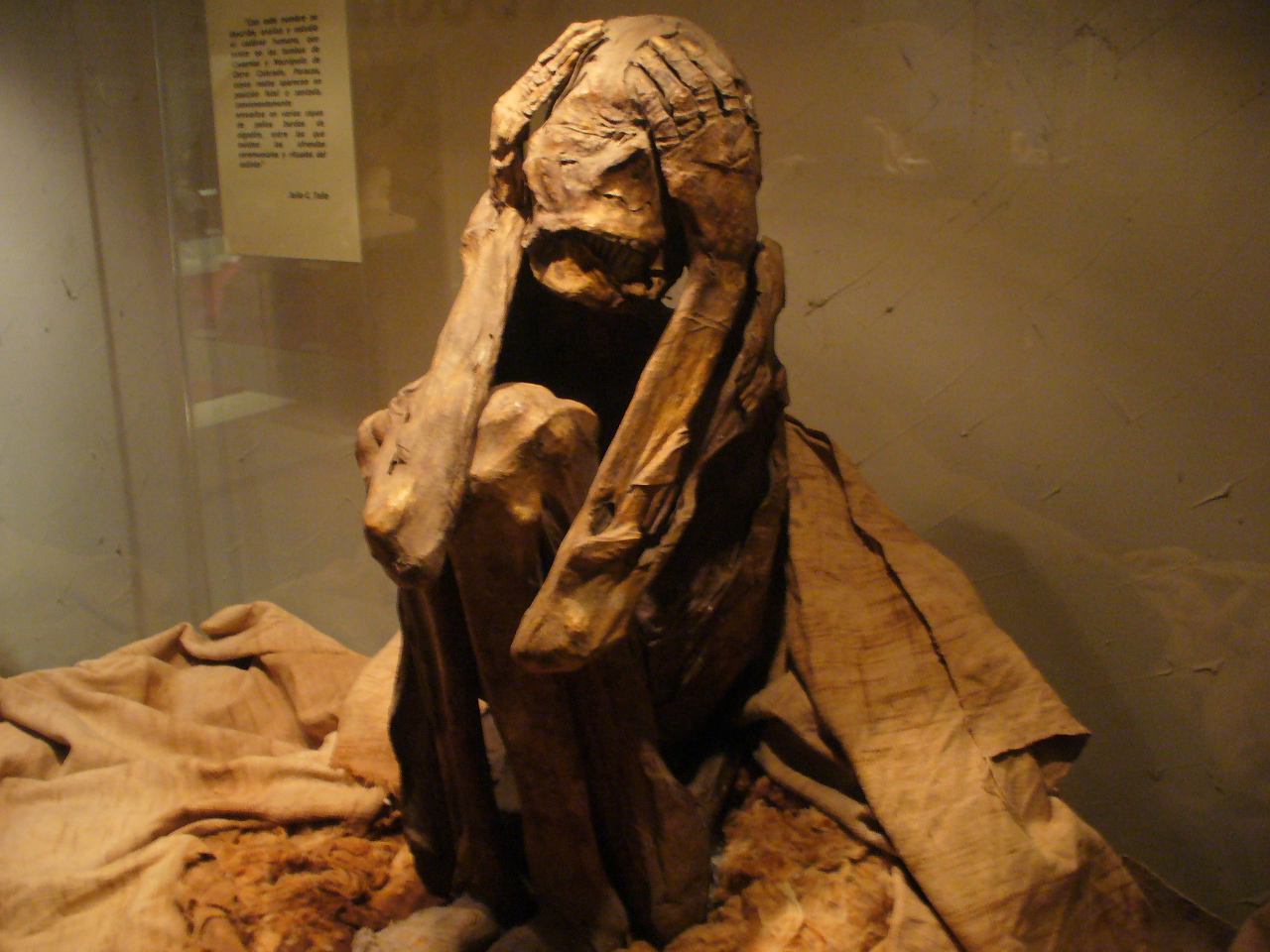
Momia wari en el museo antropológico

Varios de los investigadores que han estudiado la cultura wari han dividido la zona central del asentamiento (que abarca 20 kilómetros cuadrados) en 12 diferentes sectores:

### Monqachayoc
En este sector se encuentran galerías subterráneas con techos formados por grandes bloques de piedra de una sola pieza y paredes recubiertas con lajas alargadas a manera de enchape, además de unos tubos labrados en piedras que se sospecha fueron usados para el transporte de agua a la ciudad. Era utilizado con fines funerarios ya que presenta mausoleos, galerías subterráneas, un patio hundido y fosas. El principal hallazgo de este sector fue un mausoleo construido con piedras finamente labradas que constituyen compartimientos orientados hacia un espacio central a una profundidad de 8 metros dentro una estructura arquitectónica en forma de “D”. Lamentablemente, ninguna de las tumbas develadas hasta el momento ha sido encontrada intacta.

### Vegachayuq Mogo
Es una de las áreas ceremoniales más importantes de Wari. El hallazgo de una arquitectura especial, sin precedentes en la zona a mediados de marzo de 2015, lleva a pensar en una probable capital de la cultura Huarpa.

### Capillapata
Sector formado por grandes muros dobles de entre 8 y 12 metros de altura.
En la base tiene un ancho de 3 metros y en la cima entre 0,80 y 1,20 m, alcanzando 400 m de largo. Estos muros forman grandes cercados o 'canchones'.

### Turquesayoc
Llamado así por la presencia de restos de turquesa, sea en cuentas de collar o pequeñas esculturas. Debido a la alta concentración de este material se cree que en este sector estuvieron los talleres dedicados al trabajo de este material.

### La Casa de Blas
Por toda el área se encuentran desperdigados abundantes restos de artefactos líticos, como puntas de proyectil, punzones y pedernales. La principal materia prima era la obsidiana, el pedernal y la pelvis de cuy.

### Canterón
Llamado así porque se presume que este sector fue usado como cantera.

### Ushpa Qoto
Edificios diversos cercanos a una plaza. Tres murallas grandes corren de forma paralela, estructuras semicirculares y ambientes subterráneos.

### Robles Moqo
Esta área presenta tiestos de cerámica y artefactos líticos fragmentados. Un estilo de cerámica característico de wari toma el nombre de Robles Moqo, ya que fue aislado tomando en cuenta los fragmentos hallados en este sector por un guía local de apellido Robles.

### Campanayoq
Recintos circulares y trapezoidales. Están en mal estado de conservación, totalmente derruidos, solo se pueden identificar los cimientos.

### Trankaqasa
16 petroglifos grabados en piedra. Se labraron surcos sobre superficies planas que luego fueron ligeramente pulimentadas. Se representan líneas concéntricas, volutas, serpientes, círculos y figuras geométricas.

### Ushpa
En ese lugar se han encontrado figuras humanas moldeadas que delatarían áreas específicas de servicios, talleres y almacenes

### Gálvezchayoq
Cavidad circular de 11 metros de diámetro y 10 de profundidad, excavada intencionalmente. En el interior dos túneles cuidadosamente excavados tienen orientación norte y sur respectivamente.

### Churucana
Muros similares a los de Capillapata forman recintos trapezoidales y rectangulares.

## Descubrimientos actuales
En la última década, el presupuesto que ha recibido Wari, para efectos de descubrimiento, protección, conservación, restauración y puesta en valor, no superan los 2 millones de nuevos soles. La última expedición destinada a explorar apenas 1200 metros cuadrados (de las más de 120 hectáreas que comprendía la capital del imperio), recibió una modesta asignación de 1 500 000 soles, resultado de los aportes hechos por la Universidad de Huamanga y el Gobierno Regional de Ayacucho.
Los hallazgos, en más o menos un año de investigación, terminaron siendo reveladores: del total del área de exploración que cubre alrededor de 1200 metros cuadrados, solo 400 comprende el espacio inexpugnable, ya que, en dicho cuadrante se hallan restos de un sistema de cámaras funerarias construidas a base de piedra labrada.
José Ochatoma, asesor del proyecto y responsable de anteriores descubrimientos en la zona, comenta que los mausoleos fueron construidos en la época de máxima expansión de la civilización Wari, precisamente cuando la influencia Tiwanaku era muy fuerte. Señala, además, que se estima la existencia de 12 señores waris, que habrían tenido cada uno sus propios mausoleos a lo largo de siete siglos de ocupación.
Lamentablemente, tras los diferentes periodos de crisis registrados en varios momentos, según las evidencias encontradas, dichas cámaras habrían sido saqueadas y destruidas por las emergentes élites de poder o, también, retiradas y llevadas a recaudo por quienes sucumbieron ante el poder dominante. Esto se colige por el hallazgo de rellenos en las cámaras fúnebres. Según dio a conocer la responsable del proyecto, se han encontrado, también, un conjunto de cámaras subterráneas de forma trapezoidal con lajas enormes de piedra que tienen unos agujeros que se conectan directamente con unas fosas de unos tres metros de profundidad. Esto confirma la variedad y diferenciación de entierros, entre las élites que gobernaron Wari y aquellos que pertenecían al sistema de jerarquías sociales, muy arraigado en dicha cultura. En el caso de aquellas cámaras de sectores sociales subalternos, las fosas eran simplemente cavadas en las rocas.

### Videos
- TV Perú: Museos puertas abiertas : Complejo Arqueológico y Museo de sitio Wari - Cap 1
- TV Perú: Museos puertas abiertas : Complejo Arqueológico y Museo de sitio Wari - Cap 2

- Datos: Q3395231
- Multimedia: Wari, Ayacucho / Q3395231